# Дейвид Кенеди
 Тази статия е за американския историк.  За актьора вижте Дейвид Кенеди (актьор).  
Дейвид Майкъл Кенеди (на английски: David Michael Kennedy) е американски историк.
Роден е на 22 юли 1941 година в Сиатъл. През 1963 година получава бакалавърска степен по история от Станфордския университет, след което защитава магистратура (1964) и докторат (1968) по американистика в Йейлския университет. От 1967 година преподава в Станфордския университет. Работи главно в областта на американската история, като често интегрира в изследванията си на обществено-политическата история анализ на стопанството и културата. През 2000 година получава награда „Пулицър“ за книгата си „Freedom from Fear: The American People in Depression and War, 1929 – 1945“ (1999).